# 1533 en musique classique
| \| • Retour à la chronologie générale de la musique classique • \| |
| Grèce • Rome • Haut Moyen Âge • VIIIe siècle • IXe siècle • Xe siècle • XIe siècle XIIe siècle • XIIIe siècle • XIVe siècle • XVe siècle • XVIe siècle • XVIIe siècle XVIIIe siècle • XIXe siècle • XXe siècle • XXIe siècle |
| • Retour à la chronologie générale de la musique classique • |

| Années en musique classique : 1530 - 1531 - 1532 - 1533 - 1534 - 1535 - 1536    |
| Décennies en musique classique : 1500 - 1510 - 1520 - 1530 - 1540 - 1550 - 1560 |

## Naissances

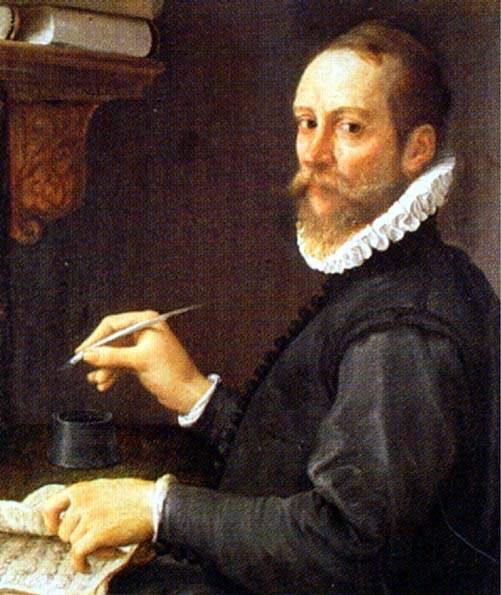
Claudio Merulo

- 8 avril : Claudio Merulo, compositeur italien († 4 mai 1604).

## Décès
- 20 septembre : Nicolas Liégeois, compositeur franco-flamand (° vers 1480).